# West Africa Time

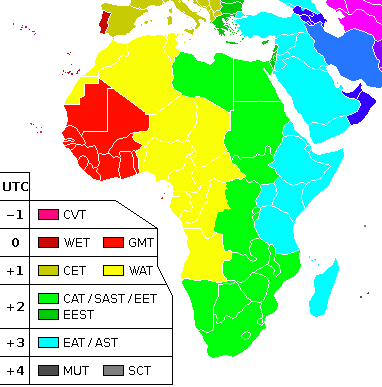
I fusi orari in Africa

Il West Africa Time, abbreviato con l'acronimo WAT, è il nome più comune con cui è chiamato il fuso orario dell'Africa centro-occidentale, e in inverno corrisponde in tutto a quello che in Europa è il CET, trovandosi a UTC+1.
Il nome scelto per questo fuso riflette una visione sudafricana della geografia, ma è in generale disorientante, dato che il suo territorio non comprende quella che invece è generalmente considerata l'Africa occidentale, che è invece ancora più ad ovest.

## Utilizzo
Una caratteristica del WAT dovuta alla collocazione tropicale o equatoriale degli stati interessati è, a differenza del CET, di essere utilizzato durante tutto il corso dell'anno. Ad onor del vero vanno sottolineati tuttavia i casi dell'Algeria e del Marocco che usano questo fuso pur essendo attraversati o addirittura oltrepassati dal meridiano di Greenwich: per questi paesi dunque, si può parlare di un uso permanente dell'ora legale.
Sono dunque 15 le nazioni che usano perennemente il WAS:
- Algeria[2]
- Angola
- Benin
- Camerun
- Repubblica Centrafricana
- Ciad
- Repubblica Democratica del Congo
  - solo nella regione occidentale
- Repubblica del Congo
- Guinea Equatoriale
- Gabon
- Marocco
  - col suo Sahara Occidentale
- Niger
- Nigeria
- São Tomé e Príncipe
- Tunisia

per un totale che supera i 207 milioni di persone corrispondente agli abitanti dei suddetti paesi.